# Ефор

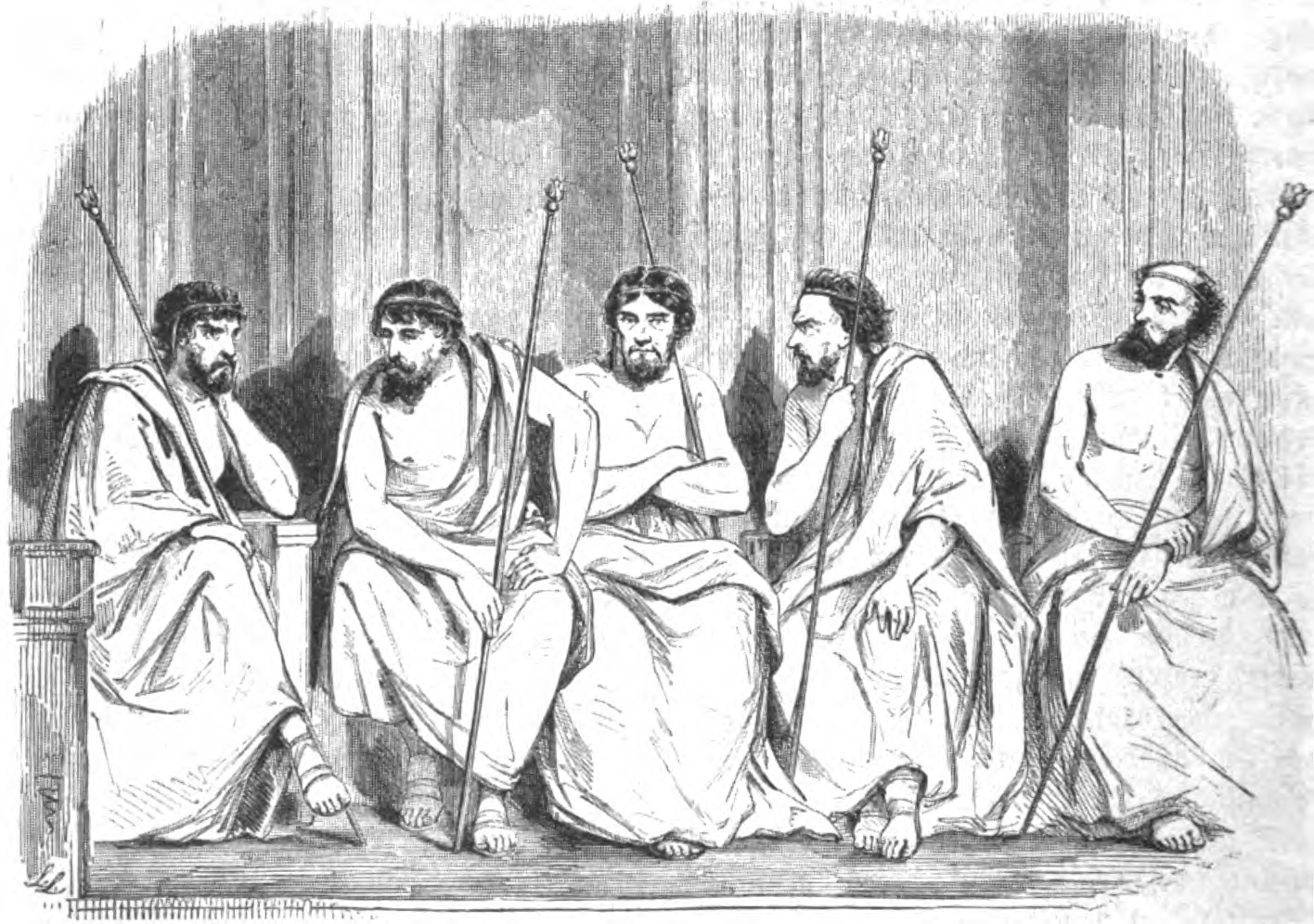
Ефорат

Ефори, або Ефорат (від грец. Ἔφορος — спостерігач) — колегія з п'яти вищих посадових осіб у Спарті, яким фактично належало керівництво державою. Номінально на чолі Спарти стояли два царі, які виконували функції військової влади та верховних жерців. Щорічно ефори обиралися на народному зібранні з числа громадян. За Аристотелем ефорат ввів спартанський цар Феопомп (785—738 рр до н. е.) з метою створення противаги царям. Деякі давньогрецькі автори, зокрема Геродот, стверджували, що ефорат був запроваджений легендарним Лікургом.
В добу царювання Агесілая став відомим ефор Епітадей. Він видав закон, що дозволяв передавати землю та майно іншій особі за вільним вибором. Таким чином кількість громадян-землевласників була зменшена, а земля належала небагатьом.